# Haus Mendoza

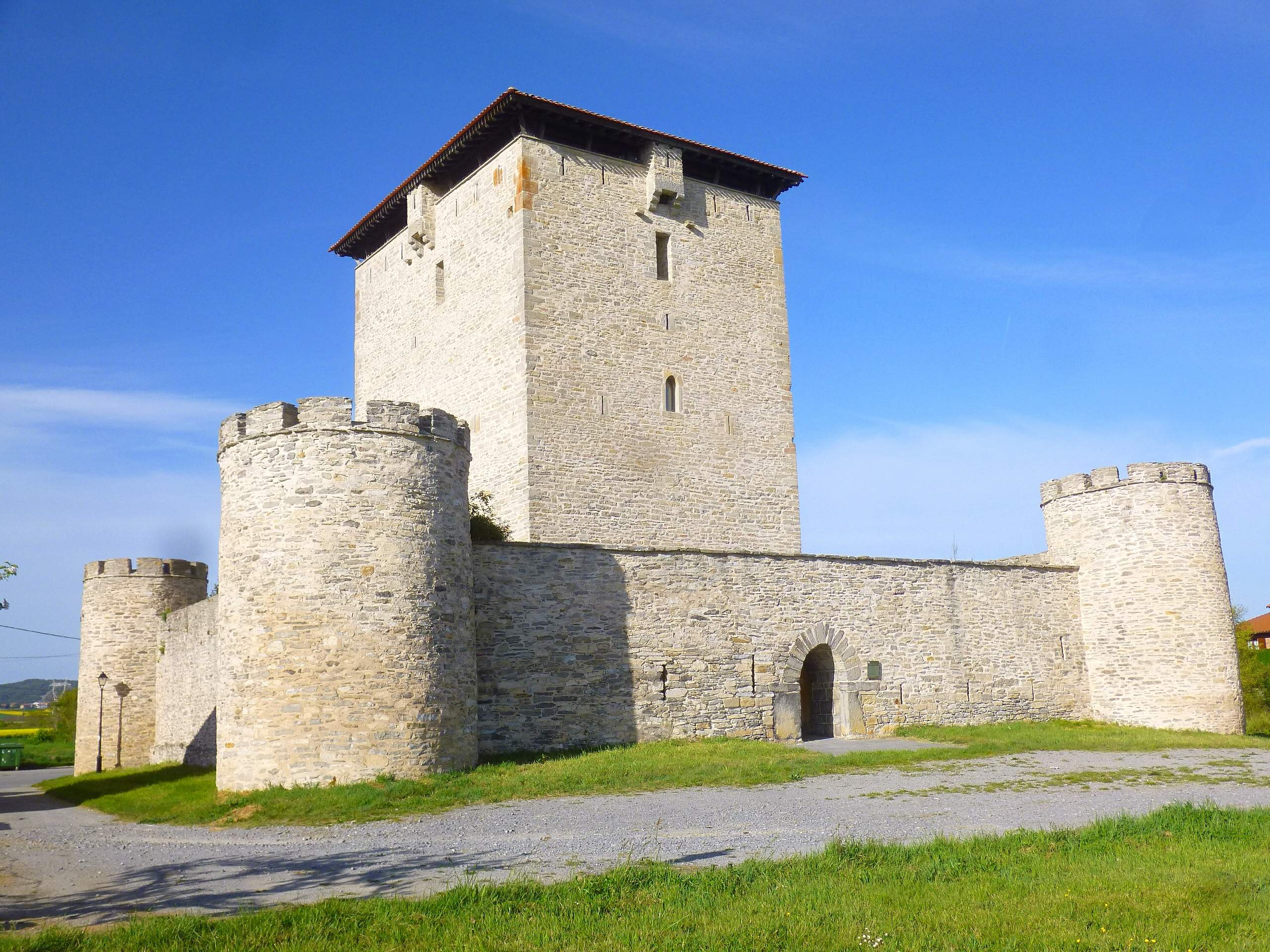
Torre de Mendoza bei Vitoria-Gasteiz

Wappen des Hauses Mendoza

Wappen (nach 1387)

Das Haus Mendoza (spanisch Casa de Mendoza) war eine weitverzweigte und historisch bedeutsame Familiendynastie im mittelalterlichen und frühneuzeitlichen Spanien. Sie stammte ursprünglich aus dem kleinen Ort Mendoza (heute ein Vorort der Großstadt Vitoria-Gasteiz) in der Provinz Álava im Baskenland; ihr Machtzentrum lag aber später in der heutigen Provinz Guadalajara.

## Titel
Señor de Mendoza (um 1160), Graf von Manzanares el Real (1445), Markgraf von Santillana (1448), Graf von Tendilla (1465), Herzog von El Infantado (1475), Graf von Saldaña, (1479), Graf von Cid (1492), Markgraf von Mondéjar (1512), Markgraf von Montes Claros (1530), Markgraf von Cañete (1530), Herzog von Francavilla (1555), Markgraf von Almazán (1576)

## Geschichte
Die aus Rittern niederen Adels (hidalgos) bestehende Linie hatte ihren Ursprung im 11. Jahrhundert bei Íñigo López († 1076), dem ersten Grundherrn (señor) der Region Vizcaya. Einer seiner Nachfolger, Íñigo López de Mendoza, war zu Beginn des 13. Jahrhunderts der Erbauer der Burg (torre). Der Aufstieg der Familie am kastilischen Hof erfolgte langsam aber stetig – so trug Pedro González de Mendoza († 1385) zur wachsenden Bedeutung und zum Wohlstand der Familie bei und Diego Hurtado de Mendoza († 1404) war bereits Großadmiral.
Im Jahr 1445 wurde die Grafschaft (condado) Real de Manzanares geschaffen, deren erster Titelträger Iñigo López de Mendoza († 1458), der 11. Señor de Mendoza, wurde. Der Kardinal Pedro González de Mendoza († 1495), war Kanzler am Hof des Königs Heinrich IV. von Kastilien und seit dem Tod seines Vaters (1458) Oberhaupt der Familie; er war außerdem Unterstützer und Ratgeber der Königin Isabella I. und nahm am 2. Januar 1492 an der Übergabe Granadas teil.